# Tweede Sweelinckstraat
De Tweede Sweelinckstraat is een straat in Amsterdam-Zuid, De Pijp.
De straatnaam is afwijkend in deze buurt. Deze refereren allemaal aan kunstschilders, de naamgever van deze straat is echter componist, organist Jan Pieterszoon Sweelinck..
De straat loopt noord-zuid en voert vanaf de Ceintuurbaan naar de Van Ostadestraat. De straat is aangelegd als de Tweede Hoedemakerdwarsstraat door de gemeente Nieuwer-Amstel. De Van Ostadestraat heette toen ter plaatse nog Hoedemakerstraat. Toen de gemeente Nieuwer-Amstel werd opgeslokt door Amsterdam kreeg de straat haar nieuwe naam. Aangezien de straat in het verlengde lag van de noordelijker gelegen Sweelinckstraat, kreeg ze zelfde naam, maar dan met toevoeging van "Tweede". De oorspronkelijke Sweelinckstraat werd toen Eerste Sweelinckstraat. De Eerste en Tweede Sweelinckstraat sluiten voor wat betreft verkeer wel op elkaar aan, maar qua naamgeving niet. Het deel Sweelinckstraat dat grenst aan het Sarphatipark kreeg namelijk de naam van het park als straatnaam.
De gebouwen aan de Tweede Sweelinckstraat passen in een 19e-eeuws Amsterdam, al vindt men hier in tegenstelling tot in de Eerste Sweelinckstraat geen grote afwijkende gebouwen. De straat had wel enige bekendheid, doordat er op zondag wachtrijen ontstonden bij een van de weinige koosjere bakkers in Amsterdam, Theeboom. De bakker (opgeheven), noch het gebouw waarin het gevestigd was (sloop), bestaat in 2015 nog.
Ook Den Haag kent een Tweede Sweelinckstraat.